# Nina T. Sørensen
Nina Thysk Sørensen (født 6. marts 1981) er en tidligere dansk atlet, som stillede op for AGF og hovedsagligt begik sig i langdistanceløbene. 
I 2002 fik Sørensen for alvor markeret sig i den danske atletikverden som et af de største talenter. Senere skulle det dog vise sig, at hun var et meget hyppigt offer for skader.
Imellem de mange skader fik hun leveret gode præstationer, og i 2006 blev hun dansk mester på både halvmaraton og 10 km i hhv. 1.14.31 time og 34.21 min, disse blev således også hendes eneste danske seniormesterskaber.
Sørensen blev trænet af den tidligere landstræner Thomas Nolan Hansen.

## Internationale mesterskaber
- 2005 NM 10.000 meter 6.plads 35.13.62
- 2003 NM 10.000 meter 6.plads 35.14.13

Internationale ungdomsmesterskaber
- 2003 U23-EM 10.000 meter 12.plads 35.08.42

## Danske mesterskaber
- Guld 2006 10km landevej
- Guld 2006 Halvmaraton
- Sølv 2005  10.000 meter  35:11.58
- Bronze 2005  Halvmaraton  1:17.51
- Bronze 2005  4km cross  15.00
- Sølv 2004  10.000m  36:44.70
- Bronze 2004  5000 meter  17:27.11
- Sølv 2003  10.000 meter  35:14.13
- Bronze 2003  3000 meter inde  10:09.0
- Sølv 2002  6km cross  23.35
- Bronze 2002  3000 meter inde  10:35.27